# 蓋亞天空
蓋亞天空（英語：Gaia Sky）是一款開源天文學視覺化和VR程式，拥有Windows、Linux和MacOS版本。它由天文學計算研究所（ZAH，海德堡大學）蓋亞小组的托尼·薩格裏斯特·塞萊斯（Toni Sagristà Sellés）創建和開發，属于歐空局的蓋亞任務框架，旨在創建銀河系十億颗恆星的多元地圖。蓋亞天空是蓋亞數據處理與分析聯盟外擴工作組的產物。 該軟體在Mozilla公共許可證下發佈。

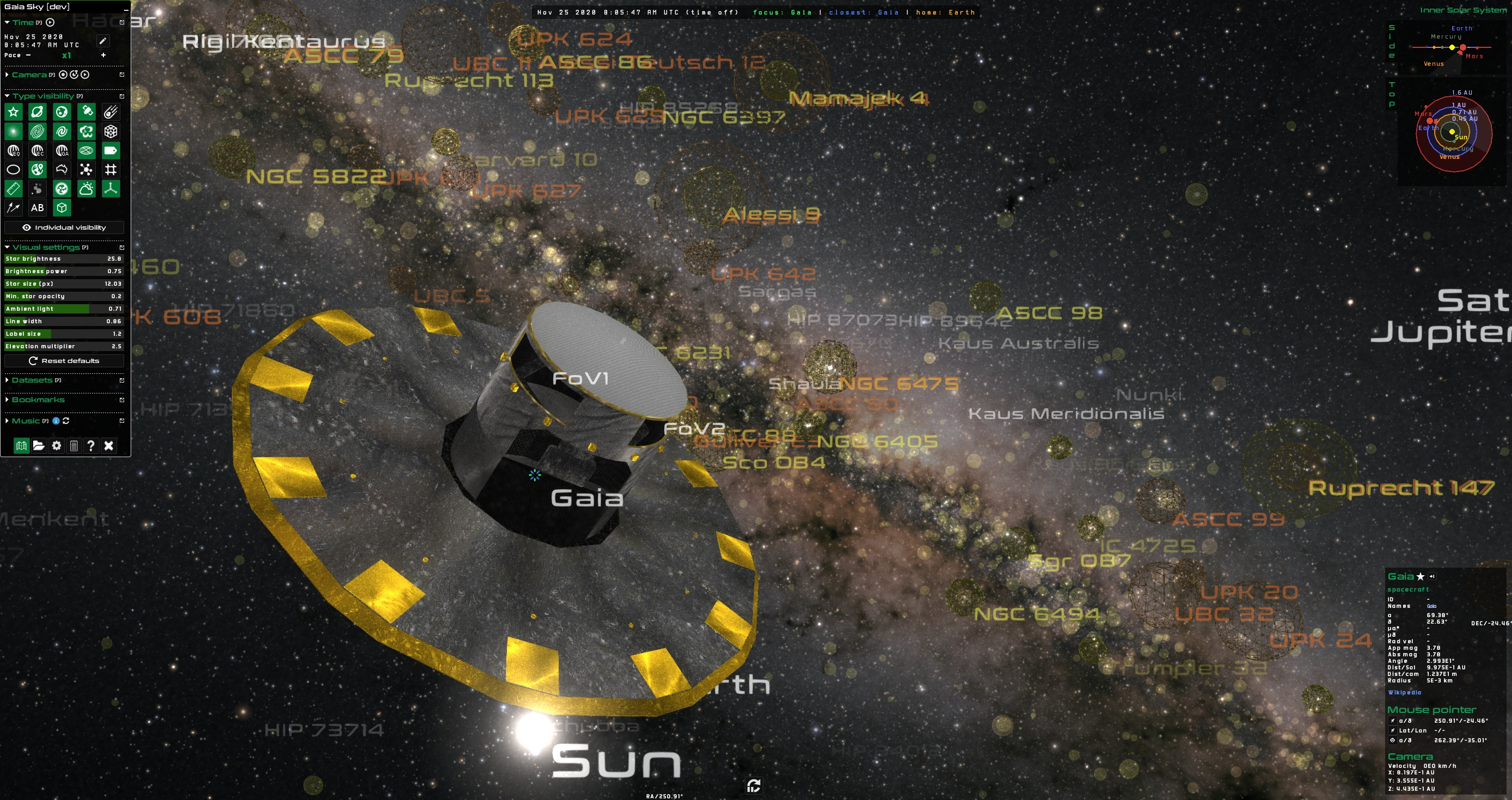
蓋亞天空中的蓋亞衛星

論文蓋亞天空：瀏覽蓋亞目錄詳細描述了程式的內部運作。
蓋亞天空提供了許多高級功能，包含立體（3D）、天文館、全景渲染器等模式。它還可以配合SteamVR與虛擬實境耳機使用，可使用Python編寫腳本，並支援遊戲控制器，甚至可以使用賽車方向盤操作。
歐空局使用蓋亞天空来協助蓋亞數據發佈（Gaia Data Releases）的視頻製作。一段由蓋亞天空製作的視頻也发布在每日一天文圖的網站上。

## 數據

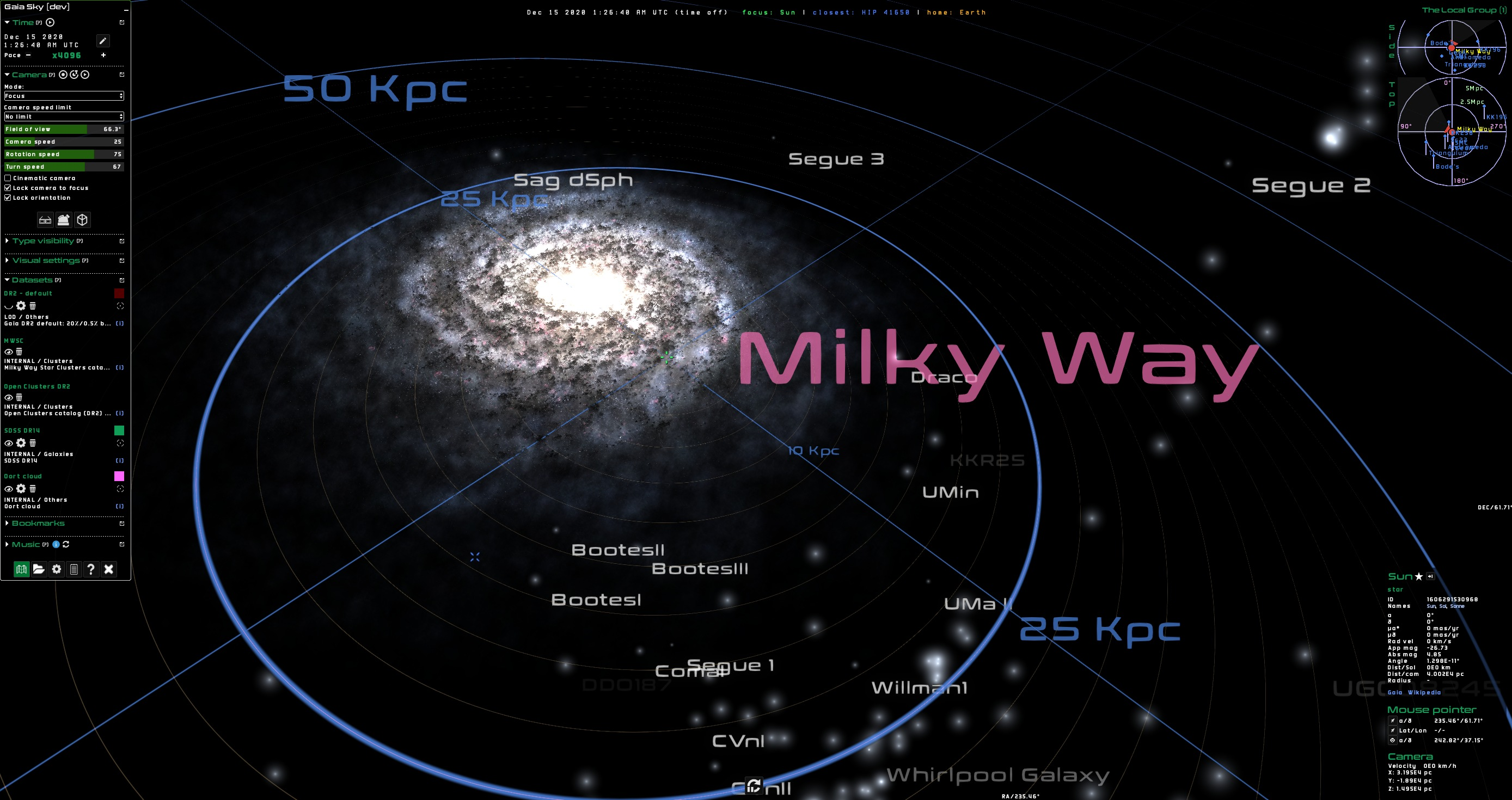
遠處的銀河

蓋亞天空的安裝程式包沒有包含任何數據，使用者至少还需要下載低分辯率材質的太陽系基本數据集。蓋亞天空提供內置下載管理器，連接到海德堡天文學計算研究所的服務器以獲取所需的數据集。下載和部署過程對用戶來說是無縫的。
程式有幾個數据集可用，提供更高分辯率的材質、蓋亞EDR 3星表的不同片段（高達14.6億顆恒星）、其它恆星星表，如依巴谷星表、不同的星系圖（塵埃、HII區域等）、星雲或河外星系表，例如NBG或史隆數位巡天。
數据集皆存储于易於理解的JSON文件中，并有详尽的文档说明。

## 外部連結
- Official website （页面存档备份，存于）
- Gaia Sky source repository （页面存档备份，存于）
- Official documentation （页面存档备份，存于）
- Release list （页面存档备份，存于）
- AUR package （页面存档备份，存于）
- Flatpak (Flathub link) （页面存档备份，存于）
- Version 3.0.0 teaser trailer （页面存档备份，存于）